# Uxel
Uxel ist ein alter Schiffstyp im Mittelmeer. Er wurde im 14. Jahrhundert von den Mauren gebaut und um 1340 in den Kämpfen gegen die Spanier eingesetzt. Das Schiff, vermutlich eine Kombination aus Ruder- und Segelschiff, war etwa 50 m lang und 10 m breit und gilt als Vorläufer der Mittelmeer-Galeasse. Es trug Aufbauten an Bug und Heck sowie auf der Schiffsmitte. Zusätzlich zur Besatzung konnten noch ca. 50 Pferde oder ca. 280 bewaffnete Soldaten transportiert werden. Mit dem Aufkommen der moderneren Galeassen im Mittelmeer wurde der Uxel-Bau wieder aufgegeben.